# Nicolás Furtado
Nicolás Furtado (Montevideo, 6 febbraio 1988) è un attore uruguaiano.

## Biografia
Nicolás Furtado è nato il 6 febbraio 1988 a La Teja, un barrio di Montevideo. Mentre frequentava il Liceo Nº61 "Villa Cosmópolis" di Villa del Cerro, ha imparato a suonare la batteria e partecipava a diversi spot televisivi. Prima di frequentare la Escuela del Actor di Montevideo, si era iscirtto alla facoltà di architettura. Ha iniziato la sua carriera recitativa a Montevideo, per poi trasferirsi nel 2012 in Argentina per recitare in alcune telenovelas, come Dulce Amor e Una famiglia quasi perfetta, e nella serie italiana Terra ribelle. L'anno seguente ha preso parte allo spettacolo teatrale Descuidistas e recitato nel film Relocos y repasados. Dal 2016 al 2022 ha interpretato Juan Pablo "Diosito" Borges nella serie El marginal, trasmessa su Televisión Pública Argentina. Nel 2021 ha impersonato Daniel Passarella in Maradona: sogno benedetto, mentre nel 2024 ha interpretato il protagonista Goyo Villanueva nel film Netflix Goyo.

## Filmografia

### Cinema
- Stranded: I've Come From a Plane That Crashed on the Mountains, regia di Gonzalo Arijón (2007)
- Masangeles, regia di Beatriz Flores Silva (2008)
- Relocos y repasados, regia di Manuel Facal (2013)
- Perdida - Scomparsa (Perdida), regia di Alejandro Montiel (2018)
- Porno para principiantes, regia di Carlos Ameglio (2018)
- ¿Qué te juegas?, regia di Inés de León (2019)
- Jesús de Nazaret, regia di Rafa Lara (2019)
- Amor de película, regia di Sebastián Mega Díaz (2019)
- El juego, regia di Paco Sepúlveda (2023)
- Me he hecho viral, regia di Jorge Coira (2023)
- Goyo, regia di Marcos Carnevale (2024)

### Televisione
- Maltratadas - serie TV, 2 episodi (2011)
- Porque te quiero así - serie TV (2011)
- Dance! La forza della passione (Dance! La fuerza del corazón) - serie TV (2011)
- Terra ribelle - serie TV (2012)
- Dulce Amor - serie TV (2012-2013)
- Una famiglia quasi perfetta (Somos familia) - serie TV, 176 episodi (2014)
- Noche y día - serie TV (2014-2015)
- Educando a Nina - serie TV, 134 episodi (2016)
- El marginal - serie TV, 34 episodi (2016-2022)
- Fanny la fan - serie TV, 19 episodi (2017)
- Impuros - serie TV, 10 episodi (2021)
- Entre Hombres - miniserie TV, 4 episodi (2021)
- Maradona: sogno benedetto (Maradona: sueño bendito) - serie TV, 5 episodi (2021)
- Diciembre 2001 - serie TV, 5 episodi (2023)
- Bandidos - serie TV, 11 episodi (2024-in corso)
- Felices los 6 - serie TV, 8 episodi (2024)